# Sikirevci
Sikirevci ist ein Dorf und die gleichnamige Gemeinde in der kroatischen Gespanschaft Brod-Posavina in Slawonien mit 2476 Einwohnern (Volkszählung 2011).

## Beschreibung
Das Dorf liegt unweit der bosnischen Grenze. Sikirevci ist ein typisches Zeilendorf (nur eine Hauptstraße führt durch den Ort), was üblich für die Gegend ist.
Die Anwohner betreiben überwiegend Viehzucht und in der Umgebung gibt es viel Ackerland.
In der Nähe gibt es bei Velika Kopanica einen Autobahnanschluss an die A3. 

## Persönlichkeiten
- Johann Nepomuk von Appel (1826–1906), k. u. k. Offizier, General und Landeschef von Bosnien-Herzegowina